# Trembita

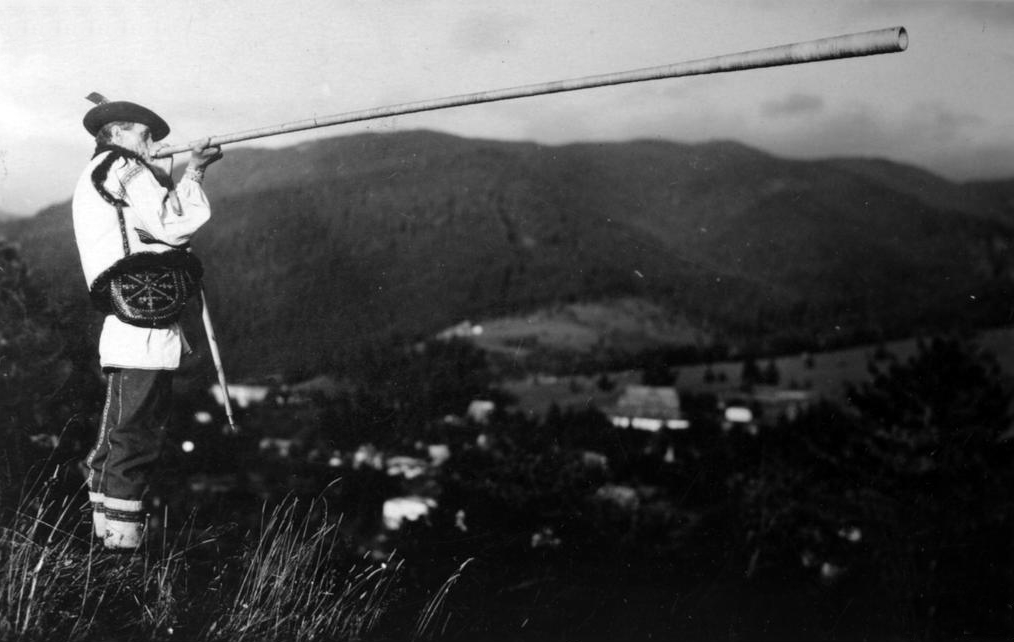
Hucul hrající na trembitu v Ivanofrankivském regionu

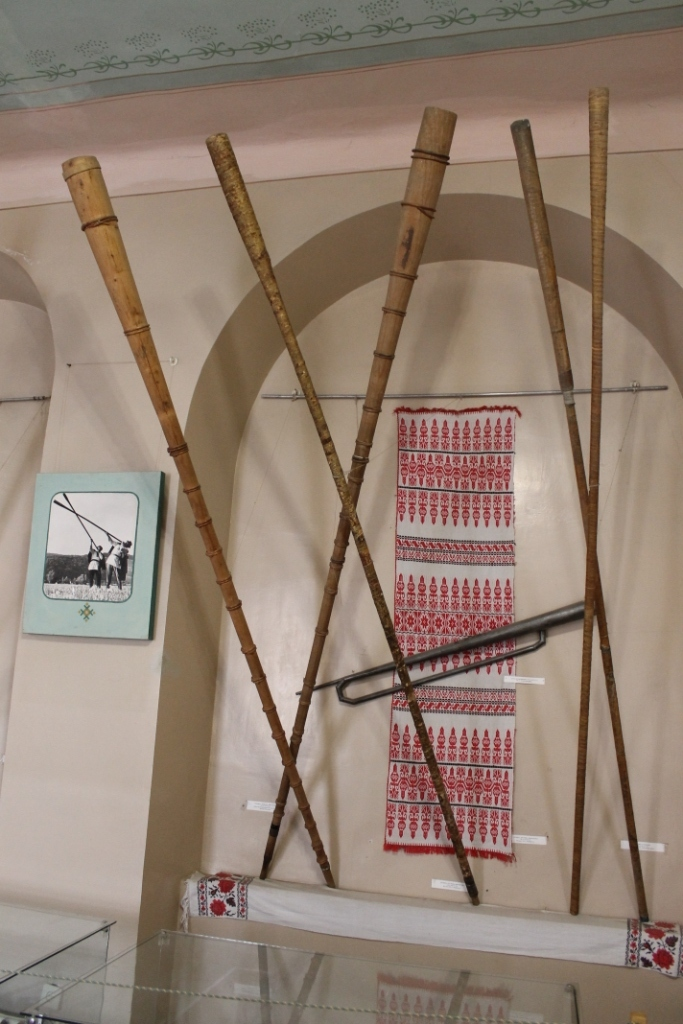
Trembita vystavená v užhorodském muzeu

Trembita (ukrajinsky Трембіта) je ukrajinský dechový nástroj ze dřeva.

## Popis
Tubus je vyroben z dlouhého rovného kusu borovice nebo smrku (nejlépe takového, který byl zasažen bleskem).
Je používána převážně horskými lidmi  známými jako Huculové žijícími v Karpatech. Sloužila jako oznamovací prostředek k oznámení úmrtí, pohřbů či svateb nebo předavaní infrormace. Též pomáhala pastýřům v zalesněných horách v komunikaci a shánění svých ovcí a psů.
V současné době se často vyskytuje v ukrajinských etnografických souborech a jako občasný nástroj v ukrajinských lidových orchestrech.

## Podobné nástroje
- Erke – jihoamerické Andy

- Bucium – rumunské
- Alpský roh
- Kozácký roh
- Fujara trombita